# Paracyclops smileyi
Paracyclops smileyi – gatunek widłonoga z rodziny Cyclopidae,. Nazwa naukowa tego gatunku skorupiaków została opublikowana w 1989 roku przez biologa Davida L. Strayera. Gatunek ten został ujęty w Katalogu Życia.